# Alyssa Longo
Alyssa Longo (* 14. Oktober 1991 in Littleton, Colorado) ist eine ehemalige US-amerikanische Volleyballspielerin.

## Karriere
Die 1,68 m große Annahme- und Abwehrspezialistin studierte an den Universitäten Hawaii und Pennsylvania States. Ihre volleyballerischen Fähigkeiten und sportlichen Qualitäten als Libera erlernte Longo bei Dave Shoji, einer US-Trainerkoryphäe und Vater der zwei Shoji-Brüder, die bei den Berlin Recycling Volleys als Libero und Zuspieler agierten. 2015 beendete sie ihr Sozialpädagogik-Studium und wechselte im August in die deutsche Bundesliga zum 1. VC Wiesbaden. Im Oktober 2016 wurde Longo von der Mannschaft zur Kapitänin ernannt und trat damit die Nachfolge von Esther van Berkel an. 2017 beendete sie ihre Volleyballkarriere.